# 米拉特和銀行
米拉特和銀行（希伯來語：‎）是以色列的第四大銀行，總部位於特拉維夫。米拉特和銀行擁有約140家分行。該銀行也是以色列規模最大的抵押貸款銀行。米拉特和銀行創建於2004年，由米拉銀行、特和銀行兩家銀行合併創建。

## 外部連結
- Bank website